# Prémery
Prémery è un comune francese di 2 065 abitanti situato nel dipartimento della Nièvre nella regione della Borgogna-Franca Contea.
Nel territorio comunale, presso l'agglomerato rurale di Doudoye, la Nièvre de Prémery (o Petite Nièvre) confluisce nella Nièvre d'Arzembouy, che a Guérigny si unisce alla Nièvre de Champlemy (o Grande Nièvre) per formare la Nièvre, affluente di destra della Loira.

## Società

### Evoluzione demografica
Abitanti censiti